# 浜野潤
浜野 潤（はまの じゅん、 1951年2月27日 - ）は、日本の官僚。元内閣府事務次官。公益財団法人大原記念労働科学研究所理事長。

## 概要
東京都出身。1969年、東京教育大学附属高等学校（現・筑波大学附属高等学校）卒業。東京大学経済学部卒、1974年経済企画庁入庁。『経済白書』をはじめ、経済政策に携わる。2004年には内閣府政策統括官として「骨太の方針」を統括した。2008年内閣府官房長、2009年内閣府事務次官を歴任した。このほか、電通総研上席フェロー、ふるさとテレビ副会長、一般社団法人日本健康医療学会顧問を歴任した。

## 略歴
- 1974年　経済企画庁入庁[1]（物価局物価政策課）
- 1980年　中東経済研究所（クウェート事務所）
- 1993年　経済企画庁物価局物価調整課長
- 1996年　国土庁計画・調整局計画課長
- 1998年　経済企画庁調整局調整課長
- 1999年　経済企画庁長官官房秘書課長
- 2001年　内閣府大臣官房人事課長[1]
- 2002年　内閣府大臣官房審議官 (経済財政－運用担当)、政策金融改革準備室長(併任)
- 2004年7月1日　内閣府政策統括官（経済財政運営担当）[2]
- 2008年7月1日　内閣府大臣官房長[2]
- 2009年7月7日　内閣府事務次官[1][6]
- 2012年1月10日　内閣府事務次官退任[2]、内閣府顧問[7]
- 2012年 民間外交推進協会相談役
- 2013年4月 株式会社電通顧問[2][7]
- 2014年6月 公益財団法人大原記念倉敷中央医療機構理事[1][7]
- 2015年6月 公益財団法人労働科学研究所理事長[1][7]
- 2015年9月 公益財団法人大原記念労働科学研究所理事長[7]
- 2016年3月 クラレ取締役[7]
- 2020年4月 公益財団法人大原記念倉敷中央医療機構副理事長[8]
- 2021年4月 瑞宝重光章受章[9]
- 2021年6月 公益財団法人大原記念倉敷中央医療機構理事長[1]

## 脚註
1. 1 2 3 4 5 6 7  “創業理念の堅持と自らの変革を 大原記念倉敷中央医療機構 新理事長・浜野潤氏に聞く”. 岡山の医療健康ガイド MEDICA. 2023年1月12日閲覧。
2. 1 2 3 4 5 6  “豊かさを実現するための科学技術と経済運営 | 京都大学経済研究所シンポジウム・シリーズ第１回”. cscenter.co.jp.  京都大学経済研究所. 2023年1月12日閲覧。
3. ↑  “ウェブ電通報 | 浜野 潤”. dentsu-ho.com.  電通. 2023年1月12日閲覧。
4. ↑  [リンク切れ]
5. ↑  [リンク切れ]
6. ↑  浜野 潤（はまの じゅん） - 人事院公務員研修所
7. 1 2 3 4 5 6  “役員 | kuraray”. www.kuraray.co.jp.  クラレ. 2023年1月12日閲覧。
8. ↑  第140期 有価証券報告書クラレ
9. ↑  『官報』号外第99号、令和3年4月30日